# Riculoides gallicola
Riculoides gallicola är en fjärilsart som beskrevs av José A. Pastrana 1952. Riculoides gallicola ingår i släktet Riculoides och familjen vecklare. Inga underarter finns listade i Catalogue of Life.